# Плансон, Владимир Антонович
Владимир Антонович Плансон (12 июня 1871, Вятка — 9 декабря 1950, Сан-Франциско, Калифорния) — русский архитектор, живший во Владивостоке.

## Биография
Владимир Антонович Плансон родился 12 июня 1871 года в Вятке. Отец — Антон Антонович Плансон, служил чиновником особых поручений при министерстве внутренних дел, имел семь сыновей и дочь. Род Плансонов берёт начало от Антуана Карла Плансона де Риньи (Антона Павловича Плансона), родившегося в Париже 16 сентября 1780 года. Окончив Парижский университет, он поступил на военную службу и с наполеоновской армией пришёл в Россию, где был ранен и вынужден осесть в Польше. В 1845 году получил потомственное дворянство.
В 1894 году Владимир Антонович поступил в Институт гражданских инженеров Императора Николая I в Санкт-Петербурге, старейшее учебное заведение, готовившее специалистов по гражданско-строительной и дорожной частям. Какая-либо информация о студенческой жизни Плансона отсутствует. Институт гражданских офицеров находился в ведении Министерства внутренних дел, поэтому все его выпускники подлежали распределению; часть из них оставалась работать в Санкт-Петербурге, но большинство направлялось в крупные города и на восточную окраину империи. В 1899 году, после успешной защиты диплома, Плансон по распределению отправился на Дальний Восток.
1 июля 1899 года он занял должность помощника начальника службы пути Уссурийской железной дороги. В этот период во Владивостоке шло активное градостроение: велось мощение Светланской улицы, капитальный ремонт Алеутской, 1-й Портовой, Афанасьевской улиц и Алексеевского переулка; завершались работы по обустройству Коммерческой набережной и порта Китайско-Восточной железной дороги. Вероятно, именно работами на этих проектах и был занят в то время Плансон. В 1900 году он стал заведовать строительством набережной, а чуть позже включился в проект возведения ипподрома.
В 1901 году архитектор начинает возводить в центре Владивостока, на углу Светланской и Посьетской улиц собственный жилой дом и производственную базу. В 1902 году Плансону удалось заключить несколько выгодных архитектурных контрактов. При этом он продолжал работать в управлении железной дороги, заведовать техническим отделом службы порта, а с 30 декабря 1902 года занял должность архитектора при Восточном институте. В 1902—1903 годах по собственному проекту архитектора был возведён доходный дом Бабинцевых, сооружение, ставшее одним из важнейших градоформирующих акцентов исторического центра Владивостока. В том же году, по заказу купца 2-й гильдии Готлиба Егоровича Штейнбаха по проекту Плансона возводится доходный дом Штейнбаха на Светланской. В последующие годы по проектам Плансона возводятся: здание владивостокской женской гимназии (1903), административное здание торгового дома «Кунст и Альберс» (1903), здание Владивостокского банка (1902—1906).
Уссурийская железная дорога была передана в аренду Обществу КВЖД и с 1 августа 1906 года стала считаться Уссурийским отделением КВЖД. Привлечение несравненно больших финансовых средств КВЖД привело к активному строительству на станции Владивосток. В 1908 году было принято решение расширить старый железнодорожный вокзал постройки 1894 года. Проект реконструкции заказали Плансону, хотя справочники ошибочно относят его к творениям архитектора Н. В. Коновалова. Новое здание вокзала имело самостоятельное архитектурно-художественное и композиционное решение, выполненное в стиле русской архитектуры XVII века.
В 1909 году Плансон разработал проект католического собора Пресвятой Богородицы. Газета «Далёкая окраина» от 10 июля 1909 года писала, что его проект собора стал победителем объявленного конкурса. Закладка и освящение начала строительства здания прошли 12 июля 1909 года, построен храм был в 1914 году. В 1910 году Владимир Антонович был избран гласным городской думы Владивостока на срок 1910—1914 годов. В 1910-е годы архитектор работал над проектом нового магазина «Чурин и К°» (1914—1916 годы).
В период Гражданской войны Плансон с женой покинули Владивосток и в 1921 году перебрались в Харбин. Там архитектор стал чиновником особых поручений управляющего КВЖД Бориса Васильевича Остроумова. В Харбине Плансоны сначала жили на Пекинской улице, 55, а позже на Речной, 18. Владимир Антонович вновь хотел заняться любимой профессией на новом месте, но подходящие должности были уже заняты, поэтому он согласился стать председателем квартирной комиссии КВЖД. В 1921 году его включили в список зодчих Харбина, опубликованный журналом «Архитектура и жизнь».
Жизнь в Харбине, наполненном беженцами, была неспокойной и Плансоны обдумывали идею перебраться в более благополучное место. 4 августа 1923 года они покинули Харбин и перебрались в США, к дочери. До 1930 года проживали в Беркли. Владимир Антонович устроился работать архитектором-чертёжником в фирмы Г. Э. Минтона (H. A. Minton) и «Кент и Хасс» (Kent & Hass) в Сан-Франциско. Позже основал собственную архитектурную фирму «В. А. Плансон и К°» (V.A. Planson & Co). В последние годы жизни супруги Плансоны жили в Сан-Франциско. Умер Владимир Плансон в ночь на 9 декабря 1950 года в результате кровоизлияния в мозг.

## Семья
В студенческие годы Владимир Плансон женился на Эмилии Менчинской. Брак зарегистрирован в 1897 году. 8 мая 1902 года у супругов родилась дочь Татьяна.

## Хронологический список проектов и построек
Легенда:
- Сохранившиеся постройки;
- Несохранившиеся постройки;
- Неосуществлённые проекты;
- по поводу атрибуции которых авторитетные источники расходятся (спорные постройки);

| Изображение | Датировка             | Наименование проекта, постройки                                 | Местонахождение                                    | Охранный статус | Примечание | Источники   |
| ----------- | --------------------- | --------------------------------------------------------------- | -------------------------------------------------- | --------------- | --- | ----------- |
|             | 1900                  | Проект лютеранской кирхи                                        | Россия, Владивосток                                |                 | | [ 1 ]       |
|             | 1902                  | Владивостокский ипподром                                        | Россия, Владивосток, Гнилой угол                   |                 | | [ 1 ]       |
|             | 1900-е годы           | Магазин «Кунст и Альберс»                                       | Россия, Уссурийск, улица Калинина, 52              | 2500496000      | | [ 1 ]       |
|             | 1900-е годы           | Дом В. А. Плансона                                              | Россия, Владивосток, Светланская улица, 18-Б       | 2500866000      | | [ 4 ]       |
|             | 1902                  | Доходный дом Штейнбаха                                          | Россия, Владивосток, Светланская улица, 55         | 2510055000      | | [ 1 ]       |
|             | 1901—1903             | Здание министерской женской гимназии                            | Россия, Владивосток, Пушкинская улица, 39          | 2500167000      | | [ 1 ]       |
|             | 1903                  | Административное здание торгового дома «Кунст и Альберс»        | Россия, Владивосток, Светланская улица, 38/40      | 2510047000      | | [ 5 ]       |
|             | 1902—1905             | Здание Сибирского банка (дом В.П. Бабинцева)                    | Россия, Владивосток, Светланская улица, 20         | 2500136000      | | [ 6 ]       |
|             | 1906                  | Общежитие банковских служащих                                   | Россия, Владивосток, Пушкинская улица, 8           | 2500637000      | | [ 1 ]       |
|             | 1906                  | Доходный дом Катчана                                            | Россия, Владивосток, Светланская улица, 17         | 2500677000      | Предполжительно, Плансон имеет отношение к проектированию | [ 4 ]       |
|             | 1899—1907             | Народный дом им. А.С. Пушкина                                   | Россия, Владивосток, улица Володарского, 19        | 2510015000      | Проект разработан совместно с инженером П. А. Микулиным. | [ 7 ]       |
|             | 1906—1907             | Склады торгового дома «Чурин и К°»                              | Россия, Владивосток, Почтовый переулок, 7          |                 | | [ 4 ]       |
|             | 1906—1907             | Общежитие служащих торгового дома «Чурин и К°»                  | Россия, Владивосток, Почтовый переулок, 8          |                 | | [ 4 ]       |
|             | 1907                  | Здание Приморского отделения Российского государственного банка | Россия, Владивосток, Светланская улица, 71         | 2500045000      | | [ 1 ]       |
|             | 1906—1909             | Железнодорожное собрание (рабочий клуб им. А.К.Чумака)          | Россия, Уссурийск, проспект Блюхера, 15            | 2510118000      | | [ 1 ]       |
|             | 1908—1910             | Здание железнодорожного вокзала                                 | Россия, Уссурийск, Вокзальная площадь, 2           | 2500530000      | В советское время в ходе реконструкции кардинально изменены фасады, фактически от здания осталась только форма                                                                       | [ 1 ]       |
|             | 1910                  | Проект Владивостокского коммерческого училища                   | Россия, Владивосток                                |                 | В 1909 году было решено возвести здание коммерческого училища. Плансон переделывал проект несколько раз, но не смог, в конечном счёте, удовлетворить запросы попечительского совета. | [ 8 ]       |
|             | 1910—1911             | Железнодорожный вокзал Владивостока                             | Россия, Владивосток, Алеутская улица, 2            | 2510002000      | Проект кардинальной реконструкции вокзала, построенного в 1894 году по проекту А. Базилевского. Выполнен в неорусском стиле.                                                         | [ 1 ]       |
|             | 1911                  | Инженерное управление Владивостокской крепости                  | Россия, Владивосток, Пушкинская улица, 41          | 2510040000      | | [ 1 ]       |
|             | 1914                  | Железнодорожное собрание                                        | Россия, Владивосток, Алеутская улица, 16           | 2510006000      | | [ 1 ]       |
|             | между 1914 и 1916 гг. | Административное здание Владивостокского коммерческого порта    | Россия, Владивосток, Нижнепортовая улица, 1-А      | 2530023000      | По предположению краеведа Дмитрия Анчи, здание было спроектировано Плансоном | [ 1 ]       |
|             | 1914—1916             | Новый магазин торгового дома «И. Я. Чурин и Ко»                 | Россия, Владивосток, Светланская улица, 45         | 2500143000      | В разных источниках авторами проекта указывают как Плансона, так и архитектора В. Николаева                                                                                          | [ 1 ] [ 9 ] |
|             | 1916                  | Склад-холодильник «Унион»                                       | Россия, Владивосток, Ланинский переулок, 4, стр. Б | 251410126480005 | Предполжительно, Плансон имеет отношение к проектированию | [ 4 ]       |
|             | 1908—1921             | Католическая церковь Пресвятой Богородицы                       | Россия, Владивосток, улица Володарского, 22        | 2500120000      | | [ 1 ]       |